# Полетика, Михаил Фёдорович
Михаил Фёдорович Полетика (Цетлин) (1922—2003) — советский учёный, доктор технических наук, профессор; Почётный профессор Томского политехнического университета.
Учёный в области обработки материалов резанием и технологии машиностроения. Автор 7 монографий и свыше 250 статей, им подготовлено 25 кандидатов и 2 доктора технических наук.

## Биография
Родился 22 июля 1922 года в Нижнем Новгороде.
В 1939 году с отличием окончил томскую среднюю школу № 6 и поступил на механический факультет Томского индустриального института (ТИИ, позже Томский политехнический институт, ныне Томский политехнический университет). В 1946 году окончил институт по специальности «Технология машиностроения», получив квалификацию инженер-механика.
Михаил Полетика был оставлен в ТИИ, где первоначально работал лаборантом кафедры «Станки и резание металлов». В октябре 1946 года он был зачислен в аспирантуру, окончив которую, с 1949 года работал ассистентом, с мая 1952 года – старшим преподавателем, с 1955 года – доцентом кафедры «Станков и резания металлов». В 1951 году в Совете ТПИ защитил кандидатскую диссертацию на тему «Исследование процесса резания инструментов с двойной передней гранью». 30 декабря 1954 года был утверждён в учёной степени кандидата технических наук, а 14 апреля 1956 году ему было присвоено учёное звание доцента кафедры «Станки и резание металлов». В декабре 1962 года М. Ф. Полетика был переведён старшим научным сотрудником для работы над докторской диссертацией, по завершении которой он уволился из института по собственному желанию.
Продолжил свою деятельность в Тюмени, куда переехал в 1964 году со своими учениками М. Х. Утешевым и В. В. Мелиховым. В июле 1964 года был назначен заведующим вновь образованной в Тюменском индустриальном институте кафедры «Техническая механика». В 1965 году в Московском авиационном технологическом институте Михаил Фёдорович защитил докторскую диссертацию на тему «Исследование контактных процессов при резании металлов». В октябре 1966 года ему была присуждена учёная степень доктора технических наук, а в декабре 1968 года – учёное звание профессора.
В декабре 1966 года учёный вернулся в Томск, был назначен в Томский политехнический институт профессором кафедры «Станки и резание металлов», которой заведовал с 1979 по 1986 годы. С 1986 года работал профессором кафедры «Технологии машиностроения, резания и инструментов» ТПИ. Одновременно с 1975 по 1980 годы являлся директором НИИ машиностроения.
Наряду с научно-преподавательской, занимался общественной деятельностью — был депутатом Кировского райсовета города Томска; председателем машиностроительной секции городского отделения Всесоюзного общества «Знание» в Тюмени; на протяжении 10 лет являлся членом Методического совета ТПИ, несколько лет был членом редколлегии институтской газеты «За кадры».
Умер 26 мая 2003 года в Томске.

## Награды
- Награжден медалями, в числе которых «За доблестный труд в Великой Отечественной войне 1941-1945 гг.» и «За доблестный труд. В ознаменование столетия со дня рождения В.И. Ленина»
- В 1994 году удостоен звания «Заслуженный деятель науки и техники РФ».